# Little Devil (rivière)
La rivière Little Devil  (en anglais : Little Devil River) est un cours d’eau de la région de Tasman de l’Île du Sud de la Nouvelle-Zélande.

## Géographie
Elle s’écoule vers le sud-est  pour atteindre la rivière Devil à 15 kilomètres au sud-ouest de la ville de Takaka.